# Meatotomie

Meatotomie

Als Meatotomie bezeichnet man eine Spaltung der Eichel, die an der Unterseite des Penis durchgeführt wird. Eine Fehlbildung, die ebenfalls eine Spaltung der Unterseite des Penis zur Folge hat, bezeichnet man dagegen als Hypospadie.
Die Operation zu einer Meatotomie kann von einem Arzt durchgeführt werden, um eine stark ausgeprägte Meatusstenose oder um Harnröhren-Strikturen zu lindern. Meatotomien werden auch als Körpermodifikation von Cuttern durchgeführt. Eine Meatotomie kann durch eine Weiterführung des Schnitts zu einer Subinzision erweitert werden.